# Gösta Cederlund

Skådespelet Gustaf Adolf på Djurgårdscirkus i Stockholm 1912. från vänster herr Larsson, Gösta Cederlund som Åke Tott, Uno Brander som Gustaf Horn, John Brunius som Johan Banér, Hilding Ranft som Lennart Torstensson och herr Gösta Ekman den äldre som Fältväbeln

Gösta Cederlund, egentligen Gustaf Edvard Cederlund, född 6 mars 1888 i Stockholm, död 4 december 1980 i Stockholm, var en svensk skådespelare, regissör och teaterledare. 

## Biografi

### Teater
Cederlund debuterade i ett resande teatersällskap 1908 och verkade som kringresandet skådespelare fram till 1911. Han var engagerad vid Svenska teatern i Stockholm 1912, och medverkade samma år i skådespelet Gustaf Adolf på Djurgårdscirkus i Stockholm, med herr Larsson som Kvartersmästaren, herr Gösta Cederlund som Åke Tott, herr Uno Brander som Gustaf Horn, John Brunius som Johan Banér, Hilding Ranft som Lennart Torstensson och herr Gösta Ekman den äldre som Fältväbeln.
1917 flyttade Cederlund till Lorensbergsteatern i Göteborg där han var chef 1923–1924. Han var konstnärlig ledare för Svenska Teatern i Helsingfors åren 1917–1925 och blev sedan chef för Helsingborgs stadsteater 1926, där han en kort tid varit anställd 1924–1925, och verkade där till 1929 då han återvände till Stockholm för att arbeta vid Gröna Lund-teatern. 
Vid sidan av teatern arbetade han med uppläsningar i radio, revyer och filmroller. Han medverkade även i den första av Povel Ramels Knäppupp-revyer 1951.

### Film
Cederlund debuterade som filmskådespelare 1917 i Victor Sjöströms Tösen från Stormyrtorpet och fick därefter en hel del roller som uppkäftiga bonddrängar eller bråkande skolpojkar i många svenska stumfilmer i sina unga år. Totalt kom han att medverka i drygt 120 filmer åren 1917–1975. Längre fram i sin karriär i matinéfilmerna fick han vanligtvis spela de hyggliga farbröderna; påfallande ofta fick han porträttera redaktörer och läkare, men det finns undantag: Ett väldigt cyniskt, skrämmande och kallt porträtt gör han exempelvis som bankdirektör i Flicka och hyacinter från år 1950. Även i Nattens ljus 1957 (mot en ung Lars Ekborg) gör han en annorlunda och mer allvarlig roll som en ödestyngd skådespelare.
Mest känd är Cederlund kanske för sina roller som den snälla läraren "Pippi" i filmen Hets 1944 och som den skarpa kriminalkommissarien i Ett brott år 1940.
Han var dessutom filmregissör för SF under år 1943 och regisserade där bland annat den kontroversiella filmen Kungsgatan (efter Ivar Lo-Johanssons roman) som blev oerhört uppmärksammad och livligt debatterad när den kom då den – som första svenska film – skildrade prostitutionen i storstaden och tog upp frågan om könssjukdomar (något som på 1940-talet var ett i allra högsta grad tabubelagt ämne). 
Under sina sista verksamma år på 1960- och 1970-talen var han anställd vid Stockholms stadsteater där han gjorde ett antal uppmärksammade karaktärsroller i ett flertal pjäser. Sista filmrollen gjorde han år 1975 i Monismanien 1995, 87 år gammal. 
Han var sedan 1932 gift med skådespelaren Anna-Lisa Ryding. Gösta Cederlund är gravsatt i Högalids kolumbarium i Stockholm.

## Filmografi (i urval)
- 1917 – Tösen från Stormyrtorpet
- 1919 – Hemsöborna
- 1919 – Ett farligt frieri
- 1919 – Synnöve Solbakken
- 1920 – Thora van Deken
- 1921 – Kvarnen
- 1921 – En vildfågel
- 1921 – En lyckoriddare
- 1935 – Äktenskapsleken
- 1935 – Ungdom av idag
- 1936 – Min svärmor - dansösen
- 1936 – Våran pojke
- 1936 – Ä' vi gifta?
- 1936 – Flickorna på Uppåkra
- 1937 – Sara lär sig folkvett
- 1937 – Pappas pojke
- 1937 – Konflikt
- 1937 – En sjöman går iland
- 1937 – En flicka kommer till sta'n
- 1938 – Kamrater i vapenrocken
- 1938 – Milly, Maria och jag
- 1938 – Med folket för fosterlandet
- 1938 – Dollar
- 1938 – Sigge Nilsson och jag
- 1938 – Karriär
- 1938 – En kvinnas ansikte
- 1938 – Kloka gubben
- 1938 – Herr Husassistenten
- 1939 – Efterlyst
- 1939 – Vi två
- 1939 – Gläd dig i din ungdom
- 1939 – Cirkus
- 1939 – Åh, en så'n grabb
- 1939 – Mot nya tider
- 1939 – Hennes lilla Majestät
- 1939 – Melodin från Gamla Stan
- 1939 – Oss baroner emellan
- 1940 – Åh, en så'n advokat
- 1940 – ... som en tjuv om natten
- 1940 – Lillebror och jag
- 1940 – Vi tre
- 1940 – Med livet som insats
- 1940 – Hjältar i gult och blått
- 1940 – Karl för sin hatt
- 1940 – Ett brott
- 1940 – Hennes melodi
- 1941 – Så tuktas en äkta man
- 1942 – En sjöman i frack
- 1942 – Nordlandets våghals
- 1942 – Sexlingar
- 1942 – Fallet Ingegerd Bremssen
- 1942 – Vårat gäng
- 1942 – I gult och blått
- 1942 – Gula kliniken
- 1942 – Farliga vägar
- 1942 – Doktor Glas
- 1943 – Brödernas kvinna
- 1943 – En melodi om våren
- 1943 – Prästen som slog knockout
- 1943 – Kungsgatan
- 1943 – Som du vill ha mej
- 1944 – Hets
- 1944 – En dotter född
- 1944 – Stopp! Tänk på något annat
- 1945 – Lidelse
- 1945 – Sextetten Karlsson
- 1945 – Jagad
- 1945 – En förtjusande fröken
- 1945 – Den allvarsamma leken
- 1946 – Möte i natten
- 1946 – Medan porten var stängd
- 1946 – Kvinnor i väntrum
- 1946 – 100 dragspel och en flicka
- 1946 – Det regnar på vår kärlek
- 1946 – Barbacka
- 1946 – Klockorna i Gamla Sta'n
- 1947 – Sjätte budet
- 1947 – Här kommer vi
- 1947 – Onda ögon
- 1947 – Tösen från Stormyrtorpet
- 1948 – Var sin väg
- 1948 – Soldat Bom
- 1948 – En svensk tiger
- 1949 – Greven från gränden
- 1949 – Smeder på luffen
- 1949 – Flickan från tredje raden
- 1950 – Frökens första barn
- 1950 – Flicka och hyacinter
- 1950 – Kanske en gentleman
- 1950 – Sånt händer inte här
- 1951 – Bärande hav
- 1951 – Puck heter jag
- 1952 – Åke klarar biffen
- 1952 – Han glömde henne aldrig
- 1953 – Vägen till Klockrike
- 1953 – Göingehövdingen
- 1954 – De röda hästarna
- 1955 – Älskling på vågen
- 1955 – Mord, lilla vän
- 1955 – Giftas
- 1955 – Sista ringen
- 1957 – Som man bäddar...
- 1957 – Gårdarna runt sjön
- 1957 – Nattens ljus
- 1958 – Kvinna i leopard
- 1960 – De sista stegen
- 1960 – Av hjärtans lust
- 1961 – Lustgården
- 1975 – Monismanien 1995

### TV-produktioner
- 1955 – Hamlet
- 1962 – Välkomstmiddag
- 1962 – Fru Warrens yrke (TV-teater)
- 1962 – Gisslan
- 1968 – Markurells i Wadköping (TV-serie)
- 1969 – Håll polisen utanför (TV-serie)
- 1974 – Frippe, Albert Ranft och Strindbergs galoscher

### Regi
- 1941 – Uppåt igen
- 1941 – Fransson den förskräcklige
- 1943 – Som du vill ha mej
- 1943 – Kungsgatan
- 1943 – Brödernas kvinna
- 1944 – En dotter född
- 1945 – Lidelse

## Teater

### Roller (ej komplett)
| År   | Roll                                      | Produktion                                                                     | Regi                | Teater                                         |
| ---- | ----------------------------------------- | ------------------------------------------------------------------------------ | ------------------- | ---------------------------------------------- |
| 1914 | Fiskaren                                  | Svanevit August Strindberg                                                     | Victor Castegren    | Svenska teatern, Stockholm                     |
| 1915 | Släktingen Sankt Bartolomeus              | Lycko-Pers resa August Strindberg                                              | Gunnar Klintberg    | Svenska teatern, Stockholm                     |
| 1916 | Kurt Engelbrecht                          | Gamla Heidelberg (Alt-Heidelberg) Wilhelm Meyer-Förster                        |                     | Svenska teatern, Stockholm                     |
| 1917 | En telefonkarl                            | Pärlhalsbandet Lothar Schmidt                                                  | Gunnar Klintberg    | Vasateatern (gästspel av Svenska teatern)      |
| 1917 |                                           | Den gröna fracken (L'Habit vert) Gaston Arman de Caillavet och Robert de Flers | Gustaf Linden       | Lorensbergsteatern                             |
| 1921 | Silvio Sangiorgi                          | Otrogen Roberto Bracco                                                         | Ernst Eklund        | Blancheteatern                                 |
| 1922 | Kapten Dancy                              | Vi och de våra (Loyalties) John Galsworthy                                     | Per Lindberg        | Lorensbergsteatern                             |
| 1926 | Sam Jackson                               | Sam Jackson i Paris (L'air de Paris) Maurice Hennequin och Henry de Gorsse     | Albert Nycop        | Helsingborgs stadsteater                       |
| 1926 | Richard av Beauchamp                      | Sankta Johanna (Saint Joan) George Bernard Shaw                                | Gösta Cederlund     | Helsingborgs stadsteater                       |
| 1926 | Kammarjunkare Stjärna                     | Hans Majestät får vänta Oscar Rydqvist                                         | Gösta Cederlund     | Helsingborgs stadsteater                       |
| 1927 | Ronald Dancy                              | Vi och de våra (Loyalties) John Galsworthy                                     | Gösta Cederlund     | Helsingborgs stadsteater                       |
| 1927 | Prins Erik                                | Gustav Vasa August Strindberg                                                  | Gösta Cederlund     | Helsingborgs stadsteater                       |
| 1927 | Peter Peter                               | Peter Peter (Ingeborg) Curt Goetz                                              | Gösta Cederlund     | Helsingborgs stadsteater                       |
| 1927 | Magnus Gabriel De la Gardie               | Kristina August Strindberg                                                     | Gösta Cederlund     | Helsingborgs stadsteater                       |
| 1927 | Möbius                                    | En bättre herre (Ein besserer Herr) Walter Hasenclever                         | Gösta Cederlund     | Helsingborgs stadsteater                       |
| 1927 | Doktor Lomond                             | Mysteriet Milton (The Ringer) Edgar Wallace                                    | Gösta Cederlund     | Helsingborgs stadsteater                       |
| 1928 | Oliver Perkins                            | Hotell Fredspipan Oscar Rydqvist                                               | Gösta Cederlund     | Helsingborgs stadsteater                       |
| 1928 | Sigurd den starke                         | Kämparna på Helgeland (Hærmændene paa Helgeland) Henrik Ibsen                  | Albert Nycop        | Helsingborgs stadsteater                       |
| 1928 |                                           | Go' morron, Bill (Good Morning Bill) P.G. Wodehouse                            | Gösta Cederlund     | Helsingborgs stadsteater                       |
| 1928 |                                           | Ett revolutionsbröllop (Revolutionsbryllup) Sophus Michaëlis                   | Gösta Cederlund     | Helsingborgs stadsteater                       |
| 1928 |                                           | Diktatorn (Le Dictateur) Jules Romains                                         | Albert Nycop        | Helsingborgs stadsteater                       |
| 1929 |                                           | Markisinnan (The Marquise) Noël Coward                                         | Albert Nycop        | Helsingborgs stadsteater                       |
| 1929 | Petrucchio                                | Så tuktas en argbigga (The Taming of the Shrew) William Shakespeare            | Gösta Cederlund     | Helsingborgs stadsteater                       |
| 1929 | Falskmyntaren Mathias                     | Tolvskillingsoperan (Die Dreigroschenoper) Bertolt Brecht och Kurt Weill       | Ernst Eklund        | Komediteatern                                  |
| 1930 | Wilson Travers                            | Bruden Stuart Oliver och George M. Middleton                                   | Rune Carlsten       | Oscarsteatern                                  |
| 1931 |                                           | Du skall säga nej August Brunius                                               | John W. Brunius     | Oscarsteatern                                  |
| 1932 | Matzner                                   | Pengar på banken (Tanz der millionen) Beda och Klemens                         | Erik Berglund       | Folkteatern                                    |
| 1933 | Cyril Beverley                            | En fågel i handen John Drinkwater                                              | Rune Carlsten       | Dramaten                                       |
| 1934 | Hussein                                   | Per Gynt (Peer Gynt) Henrik Ibsen                                              | Per Lindberg        | Kungliga Operan                                |
| 1935 | Överkonstapel Björk Trädgårdsmästare Thun | Kvartetten som sprängdes Birger Sjöberg                                        | Rune Carlsten       | Dramaten                                       |
| 1937 | Sir William Grant, K.C.                   | Doktor Clitterhouse (The Amazing Dr. Clitterhouse) Barré Lyndon                | Gösta Ekman         | Vasateatern                                    |
| 1937 | Konrad Heggland                           | Vår ära och vår makt (Vår ære og vår makt) Nordahl Grieg                       | Alf Sjöberg         | Dramaten                                       |
| 1939 |                                           | Pricken Svend Rindom                                                           | Svend Rindom        | Oscarsteatern                                  |
| 1946 | Michael Frame                             | Morgondagens värld James Gow och Arnaud d'Usseau                               | Martha Lundholm     | Vasateatern                                    |
| 1946 | Axel Erlandsson                           | Aldrig en kvinna Ivan Oljelund                                                 | Martha Lundholm     | Vasateatern                                    |
| 1949 | Harry Wilkins                             | Kära Ruth (Dear Ruth) Norman Krasna                                            | Gösta Cederlund     | Vasateatern                                    |
| 1949 | Daniel Bachelet                           | Inte för er, mina damer Sacha Guitry                                           | Martha Lundholm     | Vasateatern                                    |
| 1950 | Willy Loman                               | En handelsresandes död (Death of a Salesman) Arthur Miller                     | Lars-Levi Læstadius | Helsingborgs stadsteater                       |
| 1950 | Arthur Winslow                            | Fallet Winslow (The Winslow Boy) Terence Rattigan                              | Börje Nyberg        | Helsingborgs stadsteater                       |
| 1950 | Mr Gooch                                  | Dafne (Daphne Laureola) James Bridie                                           | Ernst Eklund        | Vasateatern                                    |
| 1950 | Mollinot                                  | Ungkarlsmamman (Les Enfants d'Édouard) Marc-Gilbert Sauvajan och Fred Jackson  | Martha Lundholm     | Vasateatern                                    |
| 1951 | Ike Skinner                               | Skaffa mig en våning Doris Frankel                                             | Per Gerhard         | Vasateatern                                    |
| 1951 | Daniel Bachelet                           | Inte för er, mina damer Sacha Guitry                                           | Martha Lundholm     | Vasateatern                                    |
| 1952 | Medverkande                               | Knäppupp I - Akta huvet, revy Povel Ramel                                      | Per-Martin Hamberg  | Lorensbergs Cirkus/ Folkan                     |
| 1953 | Philip Russell                            | Hustruleken (Affairs of State) Louis Verneuil                                  | Gösta Cederlund     | Vasateatern                                    |
| 1953 | Philip Russell                            | Hustruleken (Affairs of State) Louis Verneuil                                  | Gösta Cederlund     | Helsingborgs stadsteater                       |
| 1954 | Philip Russell                            | Hustruleken (Affairs of State) Louis Verneuil                                  | Gösta Cederlund     | Lisebergsteatern                               |
| 1954 | Philip Russell                            | Hustruleken (Affairs of State) Louis Verneuil                                  | Gösta Cederlund     | Vasateatern                                    |
| 1956 | General Léon Saint-Pé                     | Toreadorvalsen (La Valse de toréadors) Jean Anouilh                            | Johan Falck         | Helsingborgs stadsteater                       |
| 1956 | Översten                                  | Sällskapslek Erland Josephson                                                  | Gunnar Ekström      | Helsingborgs stadsteater                       |
| 1957 | Billy Rice                                | Glädjespridaren (The entertainer) John Osborne                                 | Per Gerhard         | Vasateatern                                    |
| 1957 | Professor Goligthly                       | Luftombyte W. Somerset Maugham                                                 | Per-Axel Branner    | Lisebergsteatern                               |
| 1958 | Roland Delahaye                           | Spindelnätet (The Spider's Web) Agatha Christie                                | Gösta Cederlund     | Lilla Teatern                                  |
| 1958 | Lord Hewlyn                               | Kärande i piffig hatt (Plaintiff in a Pretty Hat) Hugh och Margaret Williams   | Per-Axel Branner    | Lisebergsteatern                               |
| 1959 | Biskop Brask                              | Mäster Olof August Strindberg                                                  | Sandro Malmquist    | Riksteatern                                    |
| 1963 | Oscar Nelson                              | Mary Mary Jean Kerr                                                            | Per Gerhard         | Vasateatern                                    |
| 1966 | Den gamle Charles Ingersoll               | Dagboken (The dirty old man) Till salu (Used Car For Sale) Lewis John Carlino  | Per Sjöstrand       | Kristianstads teater/ Helsingborgs stadsteater |
| 1966 | Kriminalkommissarie Rough                 | Gasljus (Gas Light) Patrick Hamilton                                           | Hans Bergström      | Helsingborgs stadsteater                       |
| 1968 | Kreon                                     | Medea (Μήδεια Mēdeia) Euripides                                                | Keve Hjelm          | Stockholms stadsteater                         |

### Regi (ej komplett)
| År   | Produktion                                    | Upphovsmän                                                  | Teater                   |
| ---- | --------------------------------------------- | ----------------------------------------------------------- | ------------------------ |
| 1926 | Storstädning Spring Cleaning                  | Frederick Lonsdale                                          | Helsingborgs stadsteater |
| 1926 | Sankta Johanna Saint Joan of Arc              | George Bernard Shaw Översättning Ebba Low och Gustaf Linden | Helsingborgs stadsteater |
| 1926 | Eliza stannar Eliza comes to stay             | Henry V. Esmond                                             | Helsingborgs stadsteater |
| 1926 | Hans Majestät får vänta                       | Oscar Rydqvist                                              | Helsingborgs stadsteater |
| 1927 | Vi och de våra Loyalties                      | John Galsworthy Översättning Gunnar Klintberg               | Helsingborgs stadsteater |
| 1927 | Gustav Vasa                                   | August Strindberg                                           | Helsingborgs stadsteater |
| 1927 | Peter Peter Ingeborg                          | Curt Goetz Översättning Arvid Englind                       | Helsingborgs stadsteater |
| 1927 | Kristina                                      | August Strindberg                                           | Helsingborgs stadsteater |
| 1927 | En bättre herre Ein besserer Herr             | Walter Hasenclever Översättning Gösta Cederlund             | Helsingborgs stadsteater |
| 1927 | Mysteriet Milton The Ringer                   | Edgar Wallace                                               | Helsingborgs stadsteater |
| 1927 | Bättre folk The Best People                   | Avery Hopwood och David Gray Översättning Carlo Keil-Möller | Helsingborgs stadsteater |
| 1928 | Kejsarinnan Katarina II A cárnő               | Melchior Lengyel och Lajos Bíró                             | Helsingborgs stadsteater |
| 1928 | Den stora rollen                              | Runar Schildt                                               | Helsingborgs stadsteater |
| 1928 | Hotell Fredspipan                             | Oscar Rydqvist                                              | Helsingborgs stadsteater |
| 1928 | Go' morron, Bill Good Morning, Bill           | P.G. Wodehouse                                              | Helsingborgs stadsteater |
| 1928 | Ett revolutionsbröllop Revolutionsbryllup     | Sophus Michaëlis                                            | Helsingborgs stadsteater |
| 1928 | Spöktåget The Ghost Train                     | Arnold Ridley                                               | Helsingborgs stadsteater |
| 1929 | Första varningen                              | August Strindberg                                           | Helsingborgs stadsteater |
| 1929 | Leka med elden                                | August Strindberg                                           | Helsingborgs stadsteater |
| 1929 | Så tuktas en argbigga The Taming of the Shrew | William Shakespeare                                         | Helsingborgs stadsteater |
| 1929 | Spöktåget The Ghost Train                     | Arnold Ridley                                               | Komediteatern            |
| 1930 | En så'n blamage, baron                        | Siegfried Geyer                                             | Komediteatern            |
| 1930 | God morgon, Bill                              | P.G. Wodehouse                                              | Komediteatern            |
| 1930 | Trio                                          | Leo Lenz                                                    | Komediteatern            |
| 1940 | Jag älskar dig - markatta Private Lives       | Noël Coward Översättning Sonja Bergvall                     | Nya Teatern              |
| 1949 | Kära Ruth Dear Ruth                           | Norman Krasna                                               | Vasateatern              |
| 1953 | Hustruleken Affairs of State                  | Louis Verneuil Översättning Herbert Wärnlöf                 | Vasateatern              |
| 1953 | Hustruleken Affairs of State                  | Louis Verneuil Översättning Herbert Wärnlöf                 | Helsingborgs stadsteater |
| 1954 | Hustruleken Affairs of State                  | Louis Verneuil Översättning Herbert Wärnlöf                 | Lisebergsteatern         |
| 1958 | Spindelnätet The Spider's Web                 | Agatha Christie Översättning Eva Tisell                     | Lilla Teatern            |

### Scenografi (ej komplett)
| År   | Produktion                   | Upphovsmän           | Regi            | Teater      |
| ---- | ---------------------------- | -------------------- | --------------- | ----------- |
| 1937 | I kärlek BC                  | Ladislaus Bus-Fekete | Martha Lundholm | Vasateatern |
| 1949 | Kära Ruth                    | Norman Krasna        | Gösta Cederlund | Vasateatern |
| 1953 | Hustruleken Affairs of State | Louis Verneuil       | Gösta Cederlund | Vasateatern |

## Radioteater
| År   | Roll                        | Produktion                                 | Regi        |
| ---- | --------------------------- | ------------------------------------------ | ----------- |
| 1951 | Filmregissör Peter Lidström | Hillman & Son: Oskrivet blad Folke Mellvig | Lars Madsén |

## Bilder

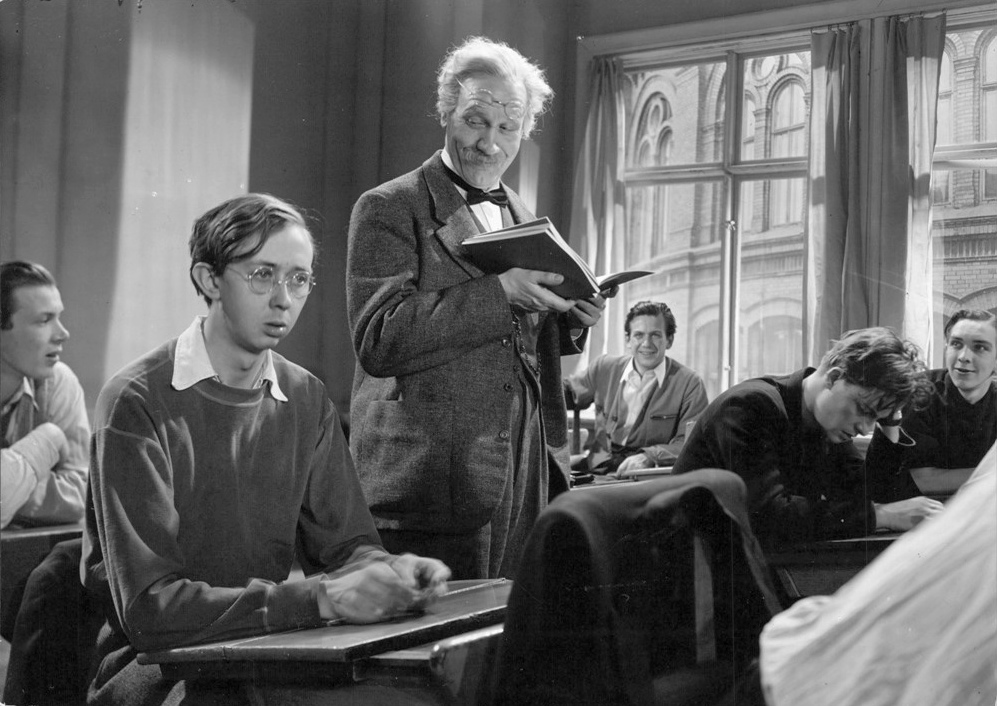
Cederlund stående i filmen Hets
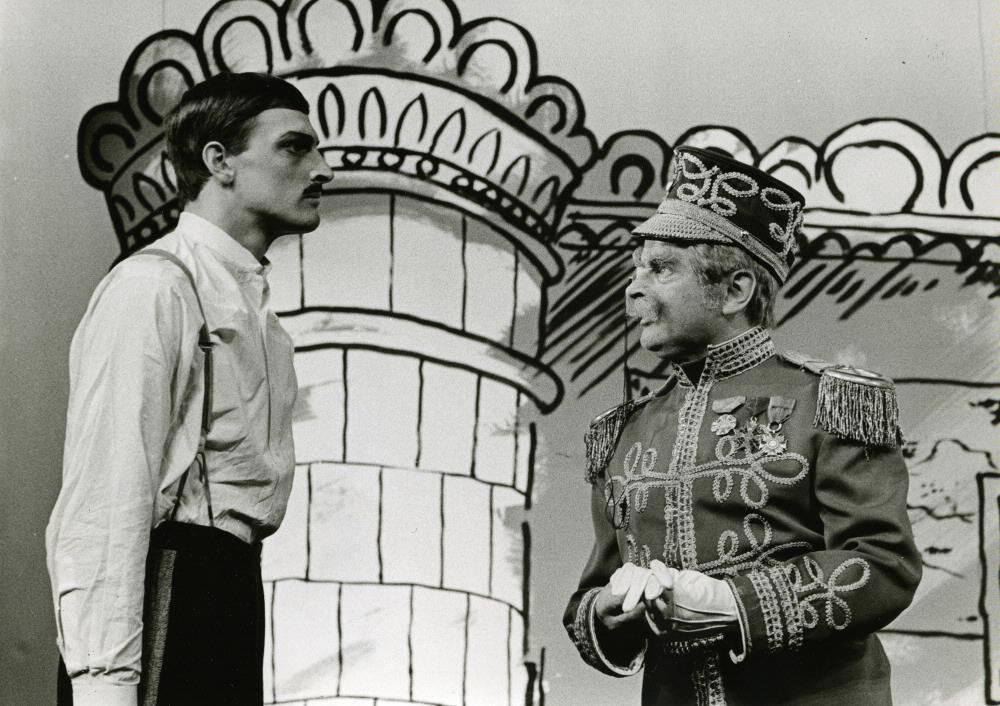
Rolf Larsson och Gunnar Schyman i Soldaten Svejk på Helsingborgs stadsteater 1965.